# Alessandro nell'Indie (Pacini)
Alessandro nelle Indie (Alessandro in India) è un'opera seria in due atti di Giovanni Pacini su libretto di Andrea Leone Tottola e Giovanni Schmidt, tratta da Alessandro nell'Indie di Pietro Metastasio. Fu presentata in anteprima al Teatro di San Carlo di Napoli il 29 settembre 1824 e nella sua prima stagione ebbe un totale di 38 rappresentazioni.
Quest'opera è una delle circa 70 opere liriche che utilizzano il testo di Metastasio su Alessandro Magno, la maggior parte delle quali sono state scritte nel XVIII secolo, a partire dall'opera di Leonardo Vinci (1730).

## Ruoli
| Ruolo                                            | Registro vocale | Cast della prima, 29 settembre 1824 Direttore: Nicola Festa |
| ------------------------------------------------ | --------------- | ----------------------------------------------------------- |
| Cleofide                                         | soprano         | Adelaide Tosi                                               |
| Poro                                             | soprano         | Caterina Lipparini                                          |
| Alessandro Magno                                 | tenore          | Andrea Nozzari                                              |
| Gandarte                                         | tenore          | Giovanni Boccaccio                                          |
| Timagene                                         | basso           | Carlo Moncada                                               |
| Guerrieri greci e indiani, cortigiani, sacerdoti |                 |                                                             |

## Incisioni
- 2006: Laura Claycomb (Cleofide), Jennifer Larmore (Poro), Bruce Ford (Alessandro Magno), Mark Wilde (Gandarte), Dean Robinson (Timagene); Geoffrey Mitchell Choir, London Philharmonic, David Parry (direttore). Inciso a novembre 2006 alla Henry Wood Hall, Londra. Etichetta: Opera Rara ORC35[3]